# Egisto Tango
Egisto Tango (né à Rome le 13 novembre 1873, mort à Copenhague 5 octobre 1951) était un chef d'orchestre italien.

## Biographie
Egisto Tango assura plusieurs créations de Bartók, dont Le Prince de bois en 1917 et le Château de Barbe-Bleue l'année suivante. Sa carrière débuta à Venise, puis il dirigea à La Scala et au  New York Metropolitan Opera, avant d'être appelé à l'Opéra National de Budapest (1913-1919). Il s'installa à Copenhague en 1929, puis travailla à Vienne au Volksoper de 1925 à 1933. Il meurt à Copenhague en 1951 dans sa 78e année.

## Sources
- (en) Cet article est partiellement ou en totalité issu de l’article de Wikipédia en anglais intitulé « Egisto Tango » (voir la liste des auteurs).